# Kjell Grede
Kjell Birger Grede (Estocolm, 12 d'agost de 1936 - Tystberga, 15 de desembre de 2017) va ser un director de cinema suec. Va dirigir nou pel·lícules entre 1967 i 2003. Va estar casat amb l'actriu Bibi Andersson de 1960 a 1973.
La seva pel·lícula de 1967 Hugo och Josefin va guanyar el Guldbaggen a la millor pel·lícula i Grede won el Guldbaggen al millor director als 5è Premis Guldbaggen. La seva pel·lícula Harry Munter fou seleccionada al 23è Festival Internacional de Cinema de Canes (1970). La seva pel·lícula de 1987 Hip hip hurra! li va aconseguir el Guldbaggen al millor director als 23è Premis Guldbaggen. El 1991 la seva pel·lícula God afton, Herr Wallenberg fou seleccionada al 41è Festival Internacional de Cinema de Berlín i va guanyar quatre premis als 26è Premis Guldbaggen, inclosos el de millor pel·lícula i millor director.

## Filmografia
- Hugo och Josefin (1967)
- Harry Munter (1969)
- Klara Lust (1972)
- En enkel melodi (1974)
- Min älskade (1979)
- Stängda dörrar (1981)
- Hip hip hurra! (1987)
- God afton, Herr Wallenberg (1990)
- Kommer du med mig då (2003)